# Traditionalisme (filosofie)
Traditionalisme is een filosofische stroming opgericht door de Fransman René Guénon (1886-1951).
René Guénon was een 'esoterische practicus'. Guénon was van mening dat de westerse wereld in een langdurig proces van verval zit. Guénon was niet alleen met zijn ideeën. Ananda Kentish Coomaraswamy (1877-1947), Frithjof Shuon (1907-1998), Arturo Reghini (1878-1946) en de controversiële schrijver Julius Evola (1898-1974) waren bekenden van Guénon met eenzelfde wereldvisie.
De genoemde schrijvers waren van mening dat er een "oorspronkelijke traditie" zou bestaan. Simpel gezegd beweert het traditionalisme dat er een oerbron is waaruit alle religies zijn voortgekomen. Guénon was van mening dat er een ononderbroken traditie bestond die ervoor zorgde dat een religie of een stroming "echt", of in zijn woorden "traditioneel" is. Die ononderbroken traditie uit zich dan met name in de esoterische onderstroom die elke religie heeft (of had).
Denkers van het traditionalisme gaan uit van een traditie die bestaat sinds het begin van de mensheid. In de loop van de tijd zijn volgens hen steeds verder van de bron afgeraakt. Dit wordt gezien als een voortdurende degeneratie. In het Westen heeft dit geleid tot een "Crisis van de moderne wereld" (de titel van een boek van Guénon) en een "Revolte tegen de moderne wereld" (Evola) die nodig is. De crisis zit volgens hen hier in dat men in het Westen de verbinding met de traditie is kwijtgeraakt en dat alles wordt vervangen door moderne waarden en vooral een areligieus leven.
Het traditionalisme houdt in dat de verschillende denkers steeds vanuit een heel andere achtergrond eenzelfde soort ideeën aanhangen. Zo richtte Guénon zich vooral op de islamitische esoterie en de enige twee (in zijn optiek) authentieke westerse esoterische stromingen, de vrijmetselarij en de compagnonnage. Evola had meer aandacht voor de "hermetische traditie" en alchemie, Coomaraswamy voor kunst en symboliek (en een beetje hindoeïsme en boeddhisme) en Seyyed Hossein Nasr de islam.

## Traditionalistische school
De traditionalistische of perennialistische school is een groep 20e- en 21e-eeuwse filosofen die geloven in het bestaan van een eeuwige wijsheid; universele, tijdloze waarheden die de bron vormen voor, en gedeeld worden door, alle grote wereldreligies. Naast René Guénon zijn de belangrijkste auteurs van deze denkrichting Ananda Coomaraswamy en Frithjof Schuon. Andere belangrijke leden zijn Titus Burckhardt, Martin Lings, Seyyed Hossein Nasr, William Stoddart, Jean-Louis Michon, Marco Pallis, Huston Smith en Julius Evola.

## Bron en noten

### Bron
- Teitelbaum, Benjamin R. (2020). War for Eternity: The Return of Traditionalism and the Rise of the Populist Right. Allen Lane.